# Amblyiulus sporadensis
Amblyiulus sporadensis är en mångfotingart som först beskrevs av Karl Wilhelm Verhoeff 1901.  Amblyiulus sporadensis ingår i släktet Amblyiulus och familjen kejsardubbelfotingar. Inga underarter finns listade i Catalogue of Life.